# Terelle
Terelle – miejscowość i gmina we Włoszech, w regionie Lacjum, w prowincji Frosinone.
Miejscowość (gmina) sąsiaduje z następującymi gminami: Atina, Belmonte Castello, Casalattico, Cassino, Colle San Magno, Piedimonte San Germano, Sant'Elia Fiumerapido, Villa Santa Lucia.
Według danych na rok 2004 gminę zamieszkiwały 603 osoby, 19,5 os./km².